# Catino (Poggio Catino)

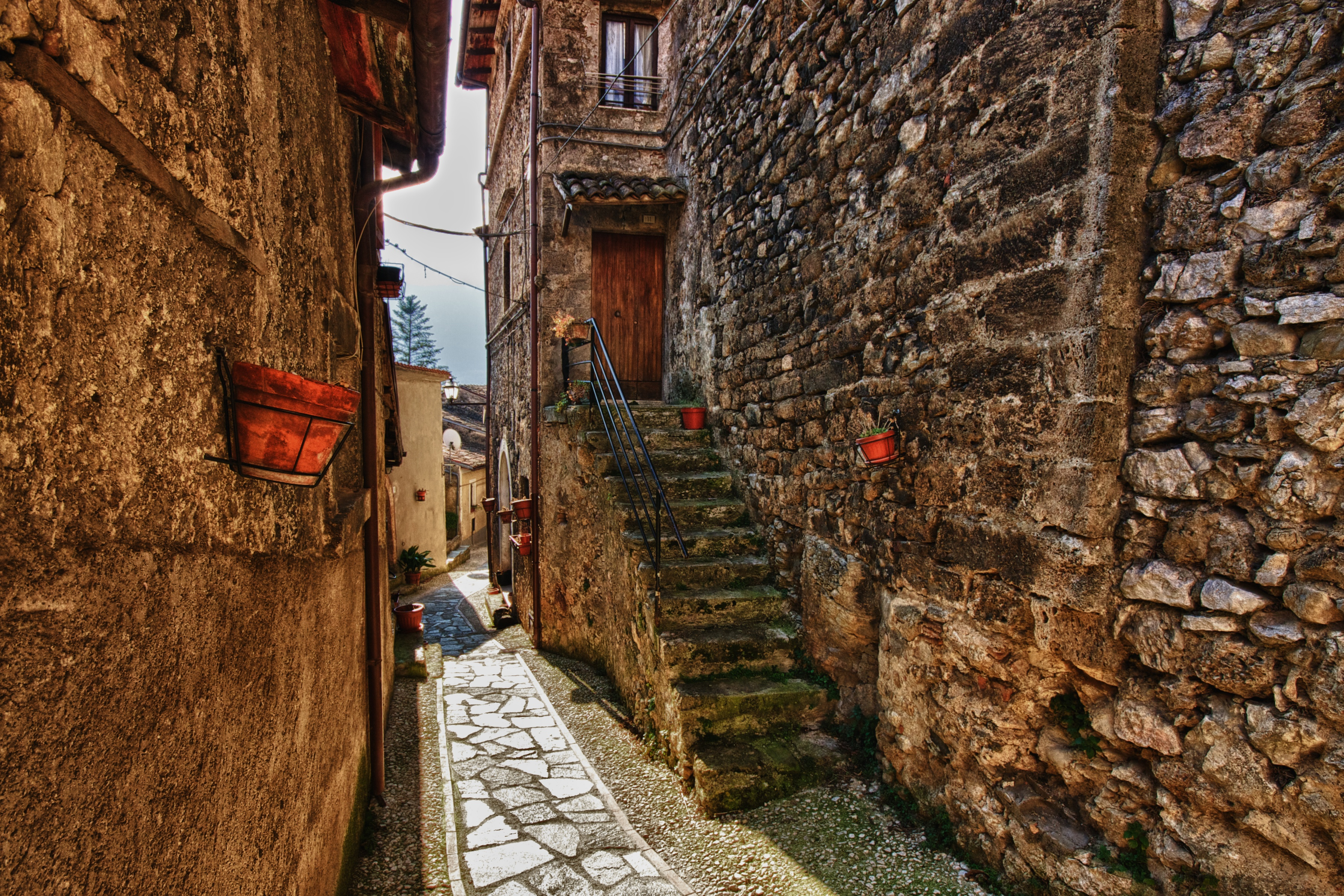
Stradina del centro storico

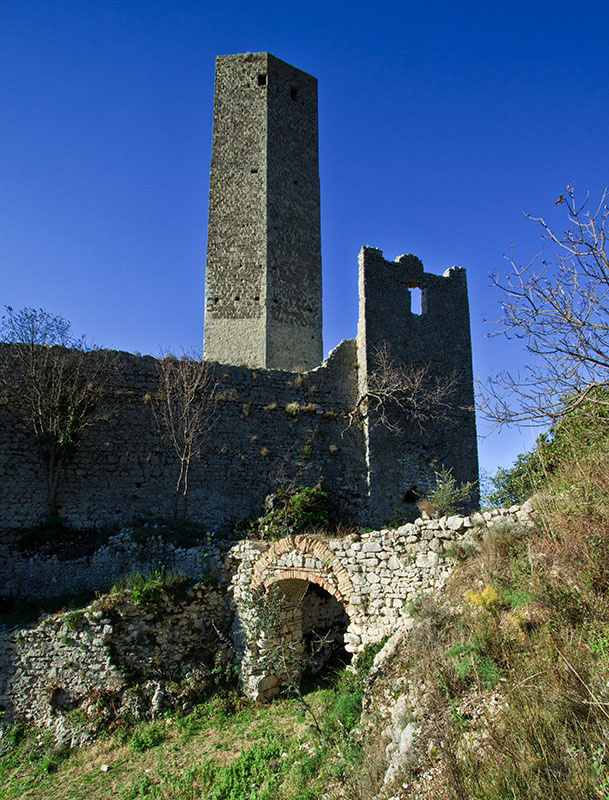
Lato ovest della Torre Longobarda

Catino è l'unica frazione del comune laziale di Poggio Catino, in provincia di Rieti. Al 2019 contava 112 abitanti.

## Storia
Il paese è un piccolo borgo altomedievale di origine longobarda, la cui storia è legata alla vicina Poggio. Conosciuta in origine come Castrum de Catini e risalente al VII secolo circa, il suo nome deriva dal latino catinum, stante ad indicare la cavità carsica presente nell'area. All'inizio dell'XI secolo, per volere dell'Abbazia di Farfa, da cui Catino dipendeva; venne costruito un nuovo insediamento: Podium de Catini, l'attuale Poggio Catino. Esso sorse su di una collina a breve distanza da Catinum sia per motivi di difesa che per motivi di espansione urbanistica, vista la natura orografica su cui sorgeva il paese.

## Geografia
Catino sorge in collina a 300 metri sul livello del mare, alle pendici sud-occidentali del Monti Sabini, e dista poco più di 500 metri di distanza da Poggio Catino. L'abitato si estende, oltre che nel borgo medievale, in minor parte per Via Roma e per la Strada Provinciale 48. A sud dell'abitato vi è la sorgente del Rio Cavalli, un torrente che sfocia, fra Poggio Mirteto e Forano, nella sponda orientale del Tevere.
Il paese dista 4 km da Poggio Mirteto, 7 da Roccantica e Cantalupo in Sabina, 8 da Montopoli di Sabina, 19 da Fara in Sabina, 28 da Rieti e circa 70 dal centro di Roma.

## Monumenti e luoghi d'interesse
Tra i principali monumenti di Catino vi è la Torre Longobarda, di forma pentagonale e coi suoi ruderi fortificati, originaria del VII secolo e sita in cima al borgo. Altri punti d'interesse sono il borgo medievale e le chiese di Santa Caterina della Rota e Sant'Eustachio.

## Infrastrutture e trasporti
Le arterie stradali che attraversano il paese sono le strade provinciali SP 47 "Vecchia Tancia" per Gallo e Monte San Giovanni in Sabina; ed SP 48 "di Finocchieto", che collega Poggio Mirteto Scalo con i confini umbri a Finocchieto (TR). Proprio a Poggio Mirteto Scalo, distante 9 km, si trova la stazione ferroviaria più vicina a Catino, ossia quella di Poggio Mirteto, sulla "linea lenta" Roma-Firenze.